# Ovidiu Cernăuțeanu
Ovidiu Cernăuțeanu (n. 23 august 1974, Botoșani, România), cunoscut și ca Ovi Martin sau Ovidiu Jacobsen, este un cântăreț și compozitor român, stabilit în Norvegia.

## Biografie
A emigrat în Norvegia în 1995.
Cernăuțeanu a fost ales, în 2010, să reprezinte România la Concursul Muzical Eurovision 2010 (ca Ovi), într-un duet cu Paula Seling. Cei doi interpreți au cântat piesa compusă de Ovi, „Playing With Fire”. În finala Eurovision s-au clasat pe locul 3.
În septembrie 2011, Ovidiu Cernăuțeanu a revenit în România.
În 2014, Ovi a participat din nou la Eurovision tot împreună cu Paula Seling, clasându-se în semi-finala a II-a pe locul 2, iar în finală pe locul 12. Piesa lor s-a numit Miracle.